# Гришино (Великоустюгский район)
Гри́шино — деревня в Великоустюгском районе Вологодской области России.
Входит в состав Покровского сельского поселения, с точки зрения административно-территориального деления — в Покровский сельсовет.
Расстояние по автодороге до районного центра — Великого Устюга — 21 км, до центра муниципального образования — Ильинского — 9 км. Ближайшие населённые пункты — Кулаково, Новосёлово, Чучеры, Михайловская.
По переписи 2002 года население составило 13 человек.